# دارکوبیان
دارکوبیان (نام علمی: Picinae) نام یک زیرخانواده از تیره دارکوب است.